# Carlo Pavesi
Pour les articles homonymes, voir Pavesi.
Carlo Pavesi, né le 10 juin 1923 à Voghera, dans la province de Pavie, en Lombardie et mort le 24 mars 1995 à Milan, était un escrimeur italien pratiquant l’épée. Il a été quadruple champion olympique dont une fois en individuel à Melbourne lors des Jeux olympiques d'été de 1956.

## Palmarès

### Jeux olympiques d'été
- Jeux olympiques
  -  Médaille d'or à l’épée individuelle en 1956 à Melbourne
  -  Médaille d'or à l’épée par équipe en 1952 à Helsinki
  -  Médaille d'or à l’épée par équipe en 1956 à Melbourne
  -  Médaille d'or à l’épée par équipe en 1960 à Rome